# Stařeč
Stařeč é uma comuna checa localizada na região de Vysočina, distrito de Třebíč.